# Helena Röhr
Helena Rebecka Kristofersdotter Röhr, född 4 december 1973 i Stockholm, är en svensk regissör, dramatiker och dramaturg.

## Biografi
Helena Röhr är dotter till ljusdesignern Kristofer Röhr och syster till gitarristen Danjel Röhr.
Hon har gått på Adolf Fredriks musikklasser 1983-1989 och har gått på musiklinjen med huvudinstrument sång på Södra Latin 1990-1993. 1995-2006 var Röhr regiassistent vid flera produktioner, bland annat vid Norrlandsoperan, Vadstena-Akademien och Stockholms stadsteater.  1997-1998 gick hon kursen att skriva dramatik på författarskolan  Nordens Folkhögskola Biskops-Arnö.
Sedan 2005 är hon verksam inom opera, musikteater, musikal, teater och konserter. Hon har arbetat på flera teatrar, operahus och konserthus i Sverige, Tyskland och Vietnam.